# Rødplettet blåfugl
Rødplettet blåfugl (Aricia agestis) er en sommerfugl i blåfuglefamilien. Den er vidt udbredt i Europa og gennem den tempererede del af Asien til Amur. I Danmark er den mange steder almindelig, bortset fra Vest- og Sønderjylland og det sydøstlige Sjælland. Den findes f.eks. på tørre overdrev, skrænter og brakmarker. Larven lever i Danmark på arter af storkenæb og hejrenæb. Man ser den flyve i første generation i maj og juni, mens anden generation topper i august.
Arten blev første gang videnskabeligt beskrevet af de østrigske zoologer Michael Denis og Johann Ignaz Schiffermüller i 1775.

## Udseende
Begge køn er på oversiden brune med orange sømpletter på alle fire vinger. På den lyse underside ligner den almindelig blåfugl, men mangler sorte pletter indenfor forvingens midtplet. Det bedste kendetegn på undersiden er placeringen af de to yderste sorte pletter på bagvingens forkant. De danner et kolon hos rødplettet blåfugl, mens de er forskudt hos almindelig blåfugl. Vingefanget er 24-28 millimeter.